# Huawei P20
Huawei P20 — смартфон, представленный китайской компанией Huawei в марте 2018 года. Серия P20, относится к линейке P, которая разрабатывается совместно с компанией Leica Camera AG, производителем фотоаппаратов Leica.

## Экран
Смартфон оснащён ёмкостным сенсорным экраном размером 5,8 дюймов с соотношением сторон 18:9. Экран поддерживает два разрешения: Full HD 1080 x 2244 и HD (1496x720), разрешающая способность экрана составляет 428 ppi. В P20 использована матрица RGBW. Экран способен отображать 16,7 миллионов оттенков.

## Камера
Смартфон оснащён двойной основной камерой с оптикой Leica. Разрешение матрицы первого модуля составляет 20 Мп, светосила равна f/1,6 (монохром), разрешение матрицы второго модуля 12 Мп и светосила f/1,8 (RGB). Максимальное разрешение цветных снимков составляет 3968х2976 точки, а черно-белых 5120х3840 точки. Технология искусственного интеллекта Master AI помогает настроить параметры съемки и вспышку, так же в смартфоне есть автофокус. Режим видео поддерживает качество Full HD (1980х1080 точек) вплоть до 60 fps, и качество 4K (3840х2160) точек и 30 fps. Кроме того, P20 поддерживает приложения дополненной реальности на базе ARCore, что позволяет снимать на смартфоне дополненные видео. По версии сайта DxoMark основная камера смартфона P20 суммарно была оценена в 102 балла и заняла третье место в рейтинге, уступив только флагману компании Huawei P20 Pro, оснащенному тройной камерой, и флагману компании HTC U12+, однако камера P20 обогнала в рейтинге IPhone X на 5 баллов. 
Huawei P20 Pro по версии European Image and Sound Association получил награду "Лучший смартфон года" за "выигрышную комбинацию оборудования, оптики и сборки высокого качества".
Фронтальная камера оснащена широкоугольным объективом со светосилой f/2.0, разрешение матрицы равно 24 Мп, а максимальное разрешение снимков составляет 5632х4224 точки. Фронтальный модуль записывает видео в HD-разрешении: 1280х720 точек и 30 fps.
Приложение «Камера» использует в оформлении фирменные шрифты компании Leica.

## Технические характеристики
- Материалы корпуса: металл, стекло
- Операционная система: Android 9.1 Oreo, EMUI 9.1 (на 2023 год)
- Сети: GSM, LTE, GPRS, UMTS (2 nano-SIM)
- Экран: LCD, диагональ 5,8", разрешение 2244х1080 точки (FullHD), ppi 428
- Платформа: Kirin 970
- Процессор: восьмиядерный, 4 ядра 2.36 ГГц (Cortex-A73) и 4 ядра 1.8 ГГц (Cortex-A53)
- Графика: Mali-G72 MP12
- Оперативная память: 4 ГБ
- Память для хранения данных: 128 ГБ
- Слот под карту памяти: да, microSD
- Основная камера: два модуля по 20 и 12 МП, вспышка, PDAF, Master AI, Huawei AIS
- Фронтальная камера: 24 МП
- Интерфейсы: WiFi 802.11 b/g/n/ac, Bluetooth 4.2 BLE, NFC, USB 3.1 Type-C
- Навигация: GPS, ГЛОНАСС, BeiDou
- Дополнительно: G-сенсор, датчик освещенности, датчик движения, фронтальный сканер отпечатков пальцев, гироскоп, компас, барометр
- Батарея: 3400 мАч, быстрая зарядка SuperCharge
- Габариты: 149,1 х 70,8×7,65 мм
- Вес: 165 г

## Защита
Смартфон P20 имеет сертификацию IP5X и IPX3, то есть эта модель защищена от пыли и способна выдержать брызги воды, но не стоит ронять P20 в воду, подвергать ударам. Смартфон поставляется с защитным стеклом и олеофобной пленкой, так же в комплект входит прозрачный чехол.

## Продажи
Huawei P20 поступил в продажу на российском рынке 7 мая 2018 года, и уже к 15 мая 2018 года его цена упала на 15 % и составила 38 500 рублей, а на конец мая 2018 года минимальная стоимость смартфона составила 37 930 рублей. На российском рынке смартфон представлен в цветах «черный» и «полночный синий», однако в странах ЕС доступно ещё несколько цветов: «розовое золото», «сумеречный» и «золотой шампань».